# Estação Carabanchel Alto

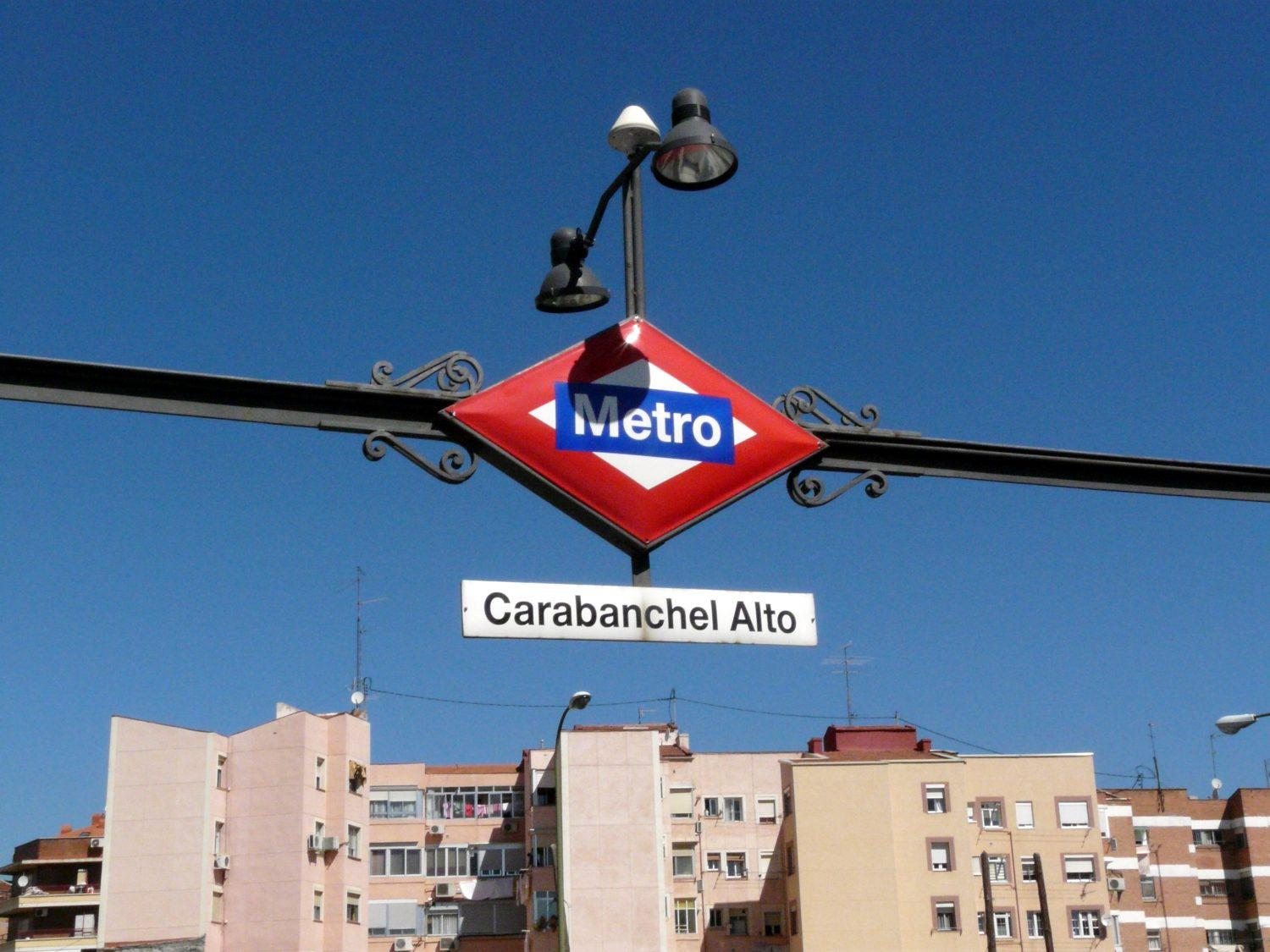
Logo marca identificadora da estação.

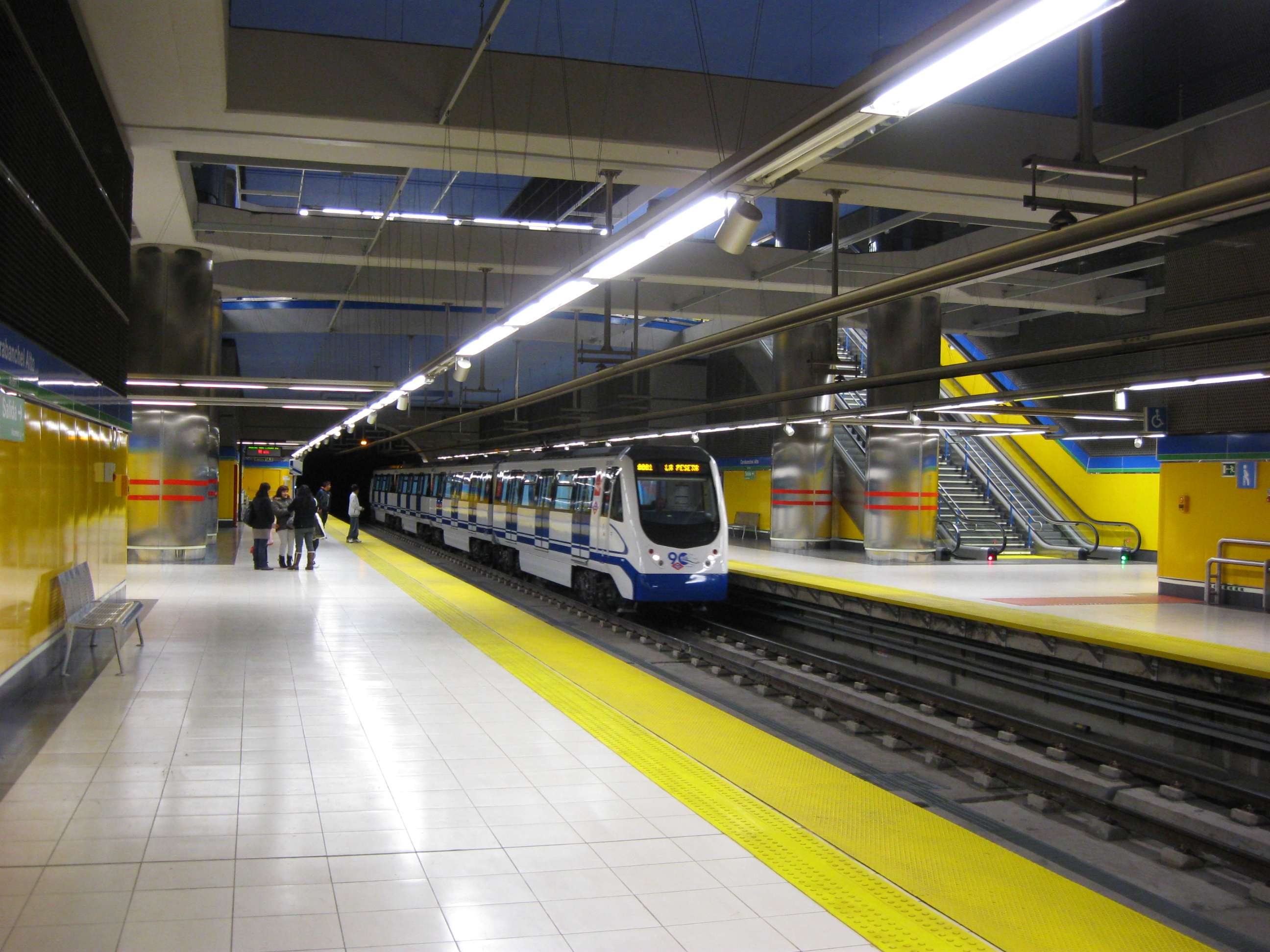
Plataforma de embarque.

Carabanchel Alto é uma estação da Linha 11 do Metro de Madrid. é\É uma das 7 estações da Linha 11 do Metro de Madrid. A estação tem plataforma com  115 metros de extensão, interligada com as demais estações da linha por túnel e via de bitola larga.

## História
A estação entrou em operação em 18 de dezembro de 2006.